# Vicia latibracteolata
Vicia latibracteolata är en ärtväxtart som beskrevs av Kun Tsun Fu. Vicia latibracteolata ingår i släktet vickrar, och familjen ärtväxter. Utöver nominatformen finns också underarten V. l. acerosa.